# Hishimonus truncatus
Hishimonus truncatus är en insektsart som beskrevs av Kuoh 1976. Hishimonus truncatus ingår i släktet Hishimonus och familjen dvärgstritar. Inga underarter finns listade i Catalogue of Life.